# Dyffryn Syfynwy
Der Ring Cairn von Dyffryn Syfynwy (auch als Dyffryn, Duffryn Stones oder Garn Ochr Cairn bekannt) liegt südwestlich vom Weiler Rosebush, bei Fishguard in Pembrokeshire in Wales. Er ist ein von einem ruinierten Cairn umgebener elliptischer (fälschlich auch als Steinkreis bezeichneter) Kreis aus 18 Steinen, die in der Höhe zwischen 0,9 und 2,1 m variieren. 
Nur zehn der Steine stehen. Berichte aus dem frühen 20. Jahrhundert geben an, dass sich 10 oder 12 Steine in situ befanden und im Inneren ein Cairn intakt war. Im Osten des Kreises wurden drei große Steine beschrieben, von denen nur einer aufrecht stehen blieb. Dieser Stein ist deutlich größer als die anderen. Ob dies eine Bedeutung hat, ist unklar.

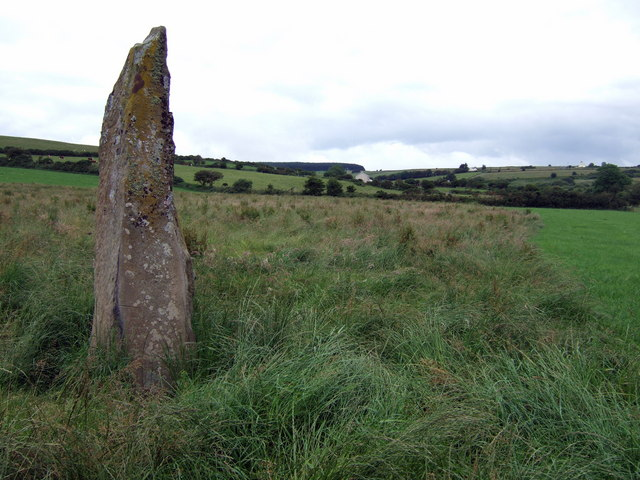
Der Budloy stone

Ein Merkmal von Dyffryn Syfynwy ist, dass einige der gefallenen Steine ungerade, flache Rillen tragen, die parallel über ihre Oberfläche verlaufen. Obwohl dies eine natürliche Folge der Eiszeit sein könnte, wurden die Steine wegen ihres Aussehens wohl bewusst für den Kreis ausgewählt.
In der Nähe steht der Menhir Budloy Stone (auch Henry’s Moat men genannt).